# Holocentropus affinis
Holocentropus affinis là một loài Trichoptera hóa thạch trong họ Polycentropodidae.